# فاطمة روبنسون
فاطمة روبنسون (بالإنجليزية: Fatima Robinson)‏ هي مصممة رقص ومخرجة أمريكية، ولدت في 29 أغسطس 1971 في ليتل روك في الولايات المتحدة.

## وصلات خارجية
- الموقع الرسمي
- فاطمة روبنسون على موقع IMDb (الإنجليزية)
- فاطمة روبنسون على موقع ألو سيني (الفرنسية)
- فاطمة روبنسون على موقع ميوزك برينز (الإنجليزية)
- فاطمة روبنسون على موقع أول موفي (الإنجليزية)
- فاطمة روبنسون على موقع قاعدة بيانات الأفلام السويدية (السويدية)
- فاطمة روبنسون على موقع قاعدة بيانات الفيلم (الإنجليزية)
- فاطمة روبنسون على موقع كينوبويسك (الروسية)